# Igaluk
Dans la mythologie Inuit, Igaluk est un des dieux les plus puissants du Panthéon. C'est un dieu lunaire, un chasseur qui poursuit le soleil. Au Groenland, on l'appelle Anningan, Aningan ou Aningaak.
Igaluk est associé à sa sœur, Malina, la déesse du soleil, ainsi qu'à Pana, la déesse qui prend soin des âmes des défunts avant leurs réincarnations.

## Histoire
Selon la mythologie Inuit, Igaluk et sa sœur Malina vivaient ensemble dans un village. Ils étaient très proches durant leur enfance, mais ils sont partis vivre séparément en grandissant, dans les pavillons réservés aux femmes et aux hommes. Un jour, alors qu'Igaluk regardait les femmes, il trouva que sa sœur était la plus belle. Et alors, cette même nuit, alors que tout le monde dormait, il s'introduisit dans la demeure des femmes et la viola. Comme il faisait sombre, Malina fut incapable de dire qui était son agresseur, mais la nuit suivante, quand il recommença, elle recouvrit ses mains avec la suie des lampes et en macula le visage d'Anningan. Après cela, elle prit une lampe et regarda à travers la lucarne du pavillon des hommes. Elle fut surprise de découvrir que le coupable était Igaluk, son propre frère. Alors Malina aiguisa son couteau et se trancha les seins. Elle les mit dans une bassine et la transporta au pavillon des hommes, et présenta le tout à Igaluk, en disant "Puisque je te plais tant, alors mange cela" et s'enfuit par la porte, s'emparant d'une torche au passage. Igaluk la poursuivit, prenant lui-même une torche, et put facilement suivre sa piste, ses traces de pas étant baignées de flaques de sang. Cependant, il trébucha et laissa tomber sa torche, et la flamme s'éteignit, seule une pâle lueur subsista. Finalement, malgré tout, Igaluk rattrapa sa sœur, et ils coururent si vite qu'ils s'envolèrent dans le ciel et devinrent la lune et le soleil.

## Tulock
Tulock, ou Tuloc, selon la mythologie inuite, est l'ennemi juré d'Anningan. Un guerrier, après avoir entendu parler de l'inceste d'Anningan, il décida de le défier au combat. Comme à cette époque Anningan était devenu le soleil, Tulock conçu un plan pour courir si vite qu'il pourrait atteindre le ciel et verser un seau d'eau mythique sur le soleil pour éteindre ses flammes. Mais en entendant cela Malina, réalisant l'effet dévastateur qu’entraînerait la perte du soleil, s'est groupée avec Anningan et est devenue une éclipse, de sorte que lorsque Tulock atteignit le ciel, il allait être piégé. Il est dit qu'après cela, Tulock s'est divisé en mille morceaux et est devenu les étoiles.

## Pana
Les Inuits croient en un monde à trois niveaux : le monde souterrain (Adlivun) qui est l'endroit où résident les mauvais esprits (et où alternativement les nouveaux morts doivent passer un an pour être purifiés avant de pouvoir accéder au monde supérieur), la Terre qui est l'endroit où les âmes mortelles font face aux éléments durs et le monde supérieur (Qudlivun), l'endroit où l'âme va résider en attendant sa réincarnation.
C'est là, dans le ciel étoilé où elle réside que Pana prend soin des âmes jusqu'à ce qu'elles soient prêtes à se réincarner. Lorsque cela arrive, Pana est alors assistée par Anningan qui l'aide à renvoyer les âmes sur terre pour y renaître. Anningan ne peut cependant briller pendant ce temps, c'est pourquoi la lune tombe dans une étape sombre.